# Пасанаури
Пасанаури (груз. ფასანაური) — посёлок городского типа в Грузии, расположенный в пригороде Душети, в регионе Мцхета-Мтианети.
Пасанаури находится в 88,5 километра от столицы Грузии Тбилиси, на высоте 1050 метров над уровнем моря. Через посёлок проходит Военно-Грузинская дорога.
Средняя температура зимой составляет 0 °C. По состоянию на 2014 год, посёлок насчитывал 1148 жителей.
В полукилометре от Пасанаури сливаются, образуя реку Арагви, Белая и Чёрная Арагви. Через сам посёлок протекает Белая Арагви.

## История
На карте царевича Вахушти отмечен как Кистури.
Происхождение современного названия села может быть связано со словосочетанием «сапасе адгили» — в переводе «место определения цены» (по преданию, здесь находился невольничий рынок, где горцы продавали своих пленников).

## Достопримечательности
Посёлок славится живописной местностью и близостью к историческим местам, а также своими минеральными водами, чистым воздухом, туристическими маршрутами, рукоделием и домашней едой, также Пасанаури является родиной визитной карточки Грузинской кухни — хинкали.
Пасанаури стал популярным туристическим направлением во времена Советского Союза, но после его распада обеднел.

## Известные жители
В посёлке родился Трипольский, Яков Владимирович (1919—1988) — советский актёр и сценарист, Народный артист Грузинской ССР

## В литературе
Сияла ночь, играя на пандури,
Луна плыла в убежище любви,
И снова мне в садах Пасанаури
На двух Арагвах пели соловьи.
С Крестового спустившись перевала,
Где в мае снег и каменистый лед,
Я так устал, что не желал нимало
Ни соловьев, ни песен, ни красот.
<...>
Заболоцкий Николай «Ночь в Пасанаури» (1947)
«В Пассанауре, в жарком богатом селении с двумя гостиницами и несколькими духанами, друзья выпросили чурек и залегли в кустах напротив гостиницы «Франция» с садом и двумя медвежатами на цепи. Они наслаждались теплом, вкусным хлебом и заслуженным отдыхом».
И. Ильф, Е. Петров «Двенадцать стульев»